# Алпамыш
«Алпамы́ш» (каз. Алпамыс, кирг. Алпамыш, узб. Alpomish, каракалп. Alpamıs, баш. Алпамыша, тат. Алпамша, сиб. 
Алып Мәмшән, алт. Алып-Манаш) — батыр (герой-богатырь), центральный персонаж одноимённого эпоса тюркских народов: казахов, каракалпаков, узбеков, а также башкир, татар, киргизов, сибирских татар, алтайцев.

## История
В среднеазиатских версиях эпоса Алпамыш (с которыми в основных чертах совпадают башкирская, татарская и алтайская) Алпамыш чудесным образом после вмешательства святого — дивана рождается у бездетного главы племени кунграт. Святой покровитель наделяет его также магической неуязвимостью. По велению свыше Алпамыш с колыбели обручён с красавицей Барчин. Отец Барчин поссорился с отцом Алпамыша и откочевал со своим родом в страну калмыков. Калмыцкие богатыри пытаются заставить Барчин выйти замуж за одного из них. Узнав об этом, Алпамыс отправляется к ней на помощь. Победив соперников в состязаниях, он женится на Барчин и увозит её на родину. Вскоре, узнав, что тесть терпит притеснения от калмыков, Алпамыш совершает новый поход в их страну, но попадает в плен и семь лет проводит в подземной темнице. Бежав оттуда, он возвращается домой и узнаёт, что новый правитель вверг его семью в нищету и пытается заставить Барчин стать его женой, а свадьба назначена на тот же день. Неузнанный, Алпамыс проникает на свадебный пир и, оказавшись единственным, кто смог натянуть старый богатырский лук Алпамыш, побеждает в состязаниях в стрельбе. Будучи затем узнан, он вместе с друзьями истребляет своих врагов и вновь объединяет народ под своей властью.
Сюжет эпоса об Алпамыше восходит к мифологии древних тюркских народов. Полагают, что наиболее архаичные представления об Алпамыше зафиксированы в алтайской богатырской сказке «Алып-Манаш», где герой наделён чертами шамана, а страна, в которую он направляется за невестой, — признаками потустороннего мира, лежащего за недоступным водным рубежом царства мёртвых. Следы шаманского обличья Алпамыша сохранил также в некоторых версиях башкирского сказания «Алпамыша и Барсынхылу». «Из девяти овчин не вышла шапка, из девяноста овчин не вышла шуба» (для Алпамыша), — говорится в нём; так же описывается и шаманский дух-помощник у казахов, киргизов, алтайцев.
В Академии наук Республики Узбекистан в Ташкенте хранится более десяти записей этой поэмы в исполнении выдающихся народных сказителей Самаркандской и Бухарской, Сурхандарьинской и Кашкадарьинской, Ферганской и Ташкентской областей. Из них самая полная и художественно совершенная версия «Алпамыша» принадлежит старейшему и наиболее прославленному узбекскому сказителю наших дней Фазилу Юлдош-олгы (Юлдош-оглы). Версия Юлдош-олгы, опубликованная в 1938 году под редакцией поэта Хамида Алимджана, положена в основу первого перевода на русский язык Л. M. Пеньковского). Всего известно более 40 узбекских версий «Алпамыша», в том числе версия Берды-бахши, записанная Абдуллой Алави.
В начале XV в. Белая Орда распалась на ряд улусов, важнейшими из которых был узбекский улус и мангытско-ногайский улус во главе с золотоордынским темником Эдигэ и его потомками. В среде кочевых узбеков шейбани сформировался знаменитый эпос об Алпамыше, а в обширном ареале ногайской орды — эпические сказания об Эдигэ и ногайских богатырях. «Алпамыш» вырос, по-видимому, из сказочно-богатырской архаической эпики, а ногайлинский цикл — в результате взаимодействия архаической эпики и исторических преданий. Кочевые узбеки XV в., в частности кунграты, вождём которых эпос делает Алпамыша, приняли участие в формировании не только узбеков, но и казахов и каракалпаков, и потому устный эпос об Алпамыше бытует как у узбеков (в основу перевода Л. Пеньковского положен классический вариант, записанный от узбекского сказителя Фазиля Юлдош-оглы), так и у каракалпаков и казахов. Сказание об Алпамыше знают также башкиры, казанские татары, алтайцы, таджики, среднеазиатские арабы, его следы мы находим и в огузском эпосе.
Поэмы ногайлинского цикла распространены у различных народов, исторически связанных с ногайской ордой и кипчаками: у казахов, каракалпаков, ногайцев Северного Кавказа, а также западносибирских и крымских татар, узбеков. Кроме того, каракалпаки имеют свой особый обширный эпос «Кырк-Кыз». В. М. Жирмунский полагает, что сказание об Алпамыше первоначально возникло в предгорьях Алтая ещё в эпоху Тюркского каганата и что к древнейшей стадии ближе всего стоит алтайский Алып-Манаш. Сказание об Алпамыше было в IX—X вв. занесено из предгорий Алтая в низовья Сырдарьи огузами, у которых оно получило самостоятельное развитие и вошло впоследствии в эпический цикл Салор-Казана (рассказ о Бамси-Байреке в книге «Китаб-и дэдэм Коркут»). Другая версия этого сказания была занесена кипчакскими племенами в Казахстан, Башкирию и на Волгу. Её отражают башкирская, казахская и татарская прозаические сказки.
Сюжет возник в Средней Азии и впоследствии распространился в Малую Азию, на Волгу и Алтай. Героическая эпопея об Алпамыше сложилась именно в Средней Азии. В. М. Жирмунский, считал, что ядром эпоса являются не исторические предания, а древняя богатырская сказка. Отсюда — черты неуязвимого алпа у Алпамыша, мотив рождения героя у пожилых родителей, долго остававшихся бездетными, образ любящей сестры — помощницы Калдыргач (ср. бурятские улигеры и т. п.), некоторые черты богатырской девы у Барчин — невесты Алпамыша, фигура деда Култая, восходящего к старому табунщику Ак-Сакалу из архаической тюркской эпики, старуха-ведьма Сурхайиль — мать вражеских богатырей-великанов и т. п. И в дальнейшем семейно-родовые отношения составляют основной источник героического пафоса, но сюжет вставляется в историческую раму калмыцких войн.
Последние эпизоды эпоса, связанные темой «муж на свадьбе своей жены», близко напоминают сходные мотивы в азиатском фольклоре, например в Гэсэриаде, и в ещё большей мере — гомеровскую «Одиссею» (В. М. Жирмунский допускает наличие общего восточного источника).
Героика «Алпамыша» чаще всего проявляется в ритуальных состязаниях. Войны с калмыками в «Алпамыше» не выходят за рамки родовых стычек. Героический характер Алпамыша даёт себя знать не столько в гневе, сколько в высоком чувстве собственного достоинства, в верности родовому и семейному долгу. Борьба с Ултаном рисуется не как распря, а как восстановление «естественного» социального порядка, племенной гармонии. Здесь много бытовых сцен и эпизодов, включающих в эпос наряду с героикой и комическую стихию. Гротеск и другие виды комизма допускаются при изображении врагов Алпамыша (неуклюжие великаны, косноязычная и чванливая старуха и т. п.).

## Происхождение
В узбекской, каракалпакской и казахской версиях «Алпамыш» — эпос племени кунграт. Герой и его возлюбленная, их семья и родичи принадлежат к «шестнадцатиколенному племени Кунграт» (то есть к племени, состоящему из шестнадцати родов). Племя Кунграт, во главе которого стоит Байбури, а потом его сын Алпамыш, — это родное племя Алпамыша, с которым его связывает кровное родство, «кочевья Кунграта» — это его родина, по которой он тоскует в своём изгнании.
Племя Кунграт впервые появляется в среднеазиатских степях в эпоху монгольского завоевания (начало XIII века). Во всех трёх версиях поэмы кочевья кунгратцев расположены в местности Байсун (на юге Узбекистана, к северу от города Термеза, в нынешней Сурхандарьинской области). Здесь же следует искать те «пастбища на берегах Аму», где, согласно узбекской поэме, пасутся стада Алпамыша.
Тема борьбы с калмыками в эпосе среднеазиатских народов является историческим воспоминанием времён ойратского (калмыцкого) кочевого государства в степях Джунгарии (в Западной Монголии). Жестокие набеги калмыков на среднеазиатские степи продолжались с XV до середины XVIII века. Казахские версии больше связаны с событиями XVII века, когда калмыки вытеснили казахов из Семиречья: ставка калмыцкого хана находилась на южном берегу реки Или, следовательно недалеко от хребта Алатау, через который Байсары и Алпамыш переезжают на своём пути в страну калмыков.
Отметим интересную историческую подробность: калмыцкие удельные князья носили титул «тайчжи», а царевичи из правящего рода, возводившие себя к Чингис-хану, именовались «хун-тайчжи». Собственное имя калмыцкого хана в «Алпамыше» Тайча-хан является отражением этого феодального титула.
Исторические события калмыцких войн связаны с окончательным распадом в XV веке Монгольской империи, основанной Чингис-ханом, и государств её ближайших наследников — 3олотой орды на западе и государства тимуридов на востоке (в Средней Азии), — а также с образованием на их развалинах новых племенных и государственных объединений народов, кочевавших в то время на широких пространствах «кипчакских степей», от Волги и Урала до Иссык-Куля (ногайцев, казахов, каракалпаков, кочевых узбеков и киргизов), Для всех упомянутых народов эта эпоха связана с ростом исторического и государственного сознания, а борьба за родные кочевья с чужеземными насильниками и завоевателями-калмыками является одним из существенных элементов в развитии этого народного самосознания, отражённого в эпосе. Главными врагами, с которыми борются богатыри в героическом эпосе народов Средней Азии, защищая свою родину, почти всегда являются «язычники»-калмыки.
В кунгратско-байсунской редакции «Алпамыша» война с калмыками отражается в сюжете брачных состязаний богатыря Алпамыша с калмыцкими женихами-насильниками.
«Алпамыш» сложился среди степных кочевников-скотоводов, живших в условиях патриархальных родоплеменных отношений. С точки зрения социальных отношений заслуживает внимания и завязка сюжета — конфликт между братьями Байбури и Байсары (в варианте Фазила). Байбури, как старший в роде, требует от своего младшего брата уплаты подати, согласно мусульманскому праву («зякет»). «Уплата зякета являлась показателем признания подданства тому, кому зякет платился». Байсары отвергает это требование как новшество, неслыханное среди кунгратов и нарушающее свободу патриархальных родовых отношений. Натуральная или денежная подать, уплачиваемая главе рода, который тем самым хочет стать для своих сородичей государем («шахом», как именуется Байбури y Фазила), представляет характерный признак разложения патриархально-родовых отношений и зарождения государства. «В Средней Азии пережитки военной демократии — наследие кочевого быта — столкнулись с формами гораздо более высокой государственности, которые, по мере укрепления феодальных отношений в среде кочевников, прочно усваиваются ими».
Таким образом, можно считать, что известная нам последняя редакция «Алпамыша» в основных своих чертах, сохранённых современной устной традицией, сложилась среди узбекского кочевого племени Кунграт на историческом фоне враждебных столкновений между калмыками и народами Средней Азии. Однако древний народный эпос в условиях многовековой устной передачи обычно проходит через ряд последовательных переоформлений, и в данном случае также «байсунской» редакции «Алпамыша» предшествовала другая, более древняя, которую кунгратцы принесли в Южный Узбекистан со своих прежних кочевий в районе Аральского моря.
Среди памятников эпического творчества тюркского народа огузов, переведённых академиком В. В. Бартольдом по рукописи XVI века, озаглавленной «Книга моего деда Коркуда» («Китаби деде Коркуд»), имеется «Рассказ о Бамси-Бейреке, сыне Кам-Бури», который совпадает с «Алпамышем» по сюжету и именам некоторых действующих лиц. В этом огузском варианте"Алпамыша" нет ни Кунграта, ни локализации действия в Байсуне, ни калмыцкой темы, а вместо брачных состязаний между женихами выступает более архаический мотив — состязание жениха с невестой, богатырской девой (в верховой езде, стрельбе из лука и борьбе).
Существуют также современные народные сказки о богатыре Алпамыше, записанные в нескольких вариантах в Башкирии и y казанских татар.
Наиболее архаическую версию того же эпического сказания представляет алтайская богатырская сказка «Алып-Манаш» («Богатырь Манаш»), записанная от выдающегося алтайского народного сказителя, ныне умершего Н. Улагашева. Алтайская сказка записана в непосредственном соседстве с древнейшей родиной огузов в предгорьях Алтая, которую этот кочевой народ, по свидетельству исторических источников, покинул уже в VIII—IX веках на своём пути в Среднюю Азию. В IX—X веках мы застаём огузов в низовьях Сыр-Дарьи и на берегах Аральского моря; в XI веке, под предводительством султанов Сельджукской династии, они захватили южную часть Закавказья и Малую Азию, где позднее были записаны эпические сказания, объединённые в «Книге Коркуда». Сохранение сказания на Алтае позволяет отнести его возникновение ко времени, предшествующему VIII—IX векам, когда огузы перенесли его на свою новую родину.
Таким образом, по своему происхождению «Алпамыш» — едва ли не древнейший эпический сюжет, сохранившийся y народов Средней Азии. На длинном пути своего многовекового развития древняя богатырская сказка об Алпамыше (Алып-Манаше), первоначально повествовавшая о брачной поездке героя в «страну, откуда нет возврата», в процессе исторического развития самих народов от патриархально-родового до раннего феодального строя наполнилась новым конкретно-историческим и социально-бытовым содержанием. Врагами Алпамыша в узбекском эпосе сделались «язычники»-калмыки, исторические враги узбеков и других среднеазиатских народов. Эпос в этой новой своей форме развернул перед нами широкую и в основном реалистическую картину узбекской народной жизни, патриархальной общественности и психологии «героического века». Но в то же время в брачных состязаниях Алпамыша с чудовищными богатырями-калмыками или в расскаэе о возвращении мужа нежданным и неузнанным на свадьбу своей жены с захватившим её в свою власть соперником, а иногда и в отдельных чертах самих героев, в делом глубоко человечных и национальных, сквозь правдивое изображение действительности ещё просвечивают поэтические мотивы старинной богатырской сказки, которую сам сказитель в традиционном зачине «Алпамыша» относит к сказочным «давнопрошедшим временам».
На протяжении средних веков и нового времени сказание об Алпамыше пользовалось y народов Средней Азии широкой известностью и популярностью. В ответ на интерес своих слушателей к народному герою узбекские сказители, по принципу генеалогической циклизации, создали новую эпическую поэму о Ядгаре, сыне Алпамыша, подвиги которого варьируют сказание об его знаменитом отце. Казахские акыны сложили по тому же принципу богатырскую песню, герои которой, Алатай и Жапаркуль, сыновья Ядгара и внуки Алпамыша, выступают как участники исторических событий XIX века.
Казахские народные предания рассказывают о легендарной родине Алпамыша, стране Байсун (каз. Жидели-Байсын), лежащей где-то «за Бухарой», как о предмете вековых народных мечтаний. Угнетённые народные массы искали утешения в этой сказочной утопии и создали образы искателей социальной справедливости, таких, как народный мудрец Асан-Кайгы или богатырь Утеген, нашедших путь в эту счастливую страну.
Казахский певец Джамбул использовал народную легенду в своей сказочной поэме «Утеген-Батыр». Утеген ведёт свой народ в страну Жидели-Байсын через непроходимые пустыни и лесные чащи, в пути сражается со страшными чудовищами и после долгих испытаний достигает, наконец, желанной цели, Как воплощение долголетней мечты страдающего и угнетённого народа перед сказителем и его героем встаёт советская страна. Замечательной картиной небывалого расцвета родины старого акына в наши дни заканчивается поэма Джамбула.

## На почтовых марках

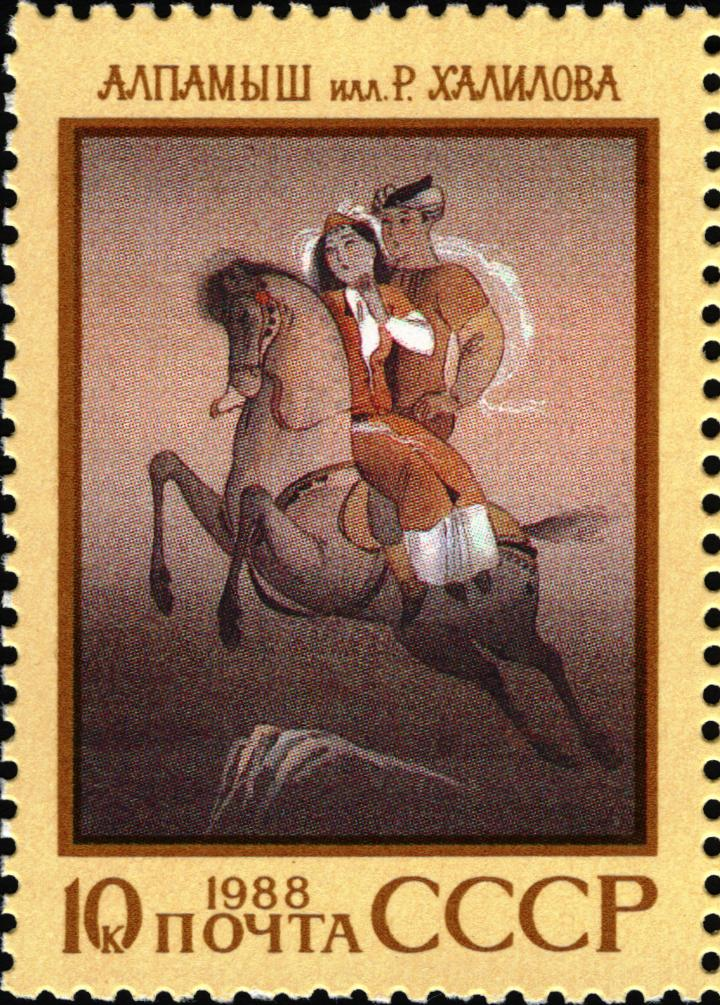
На почтовой марке СССР
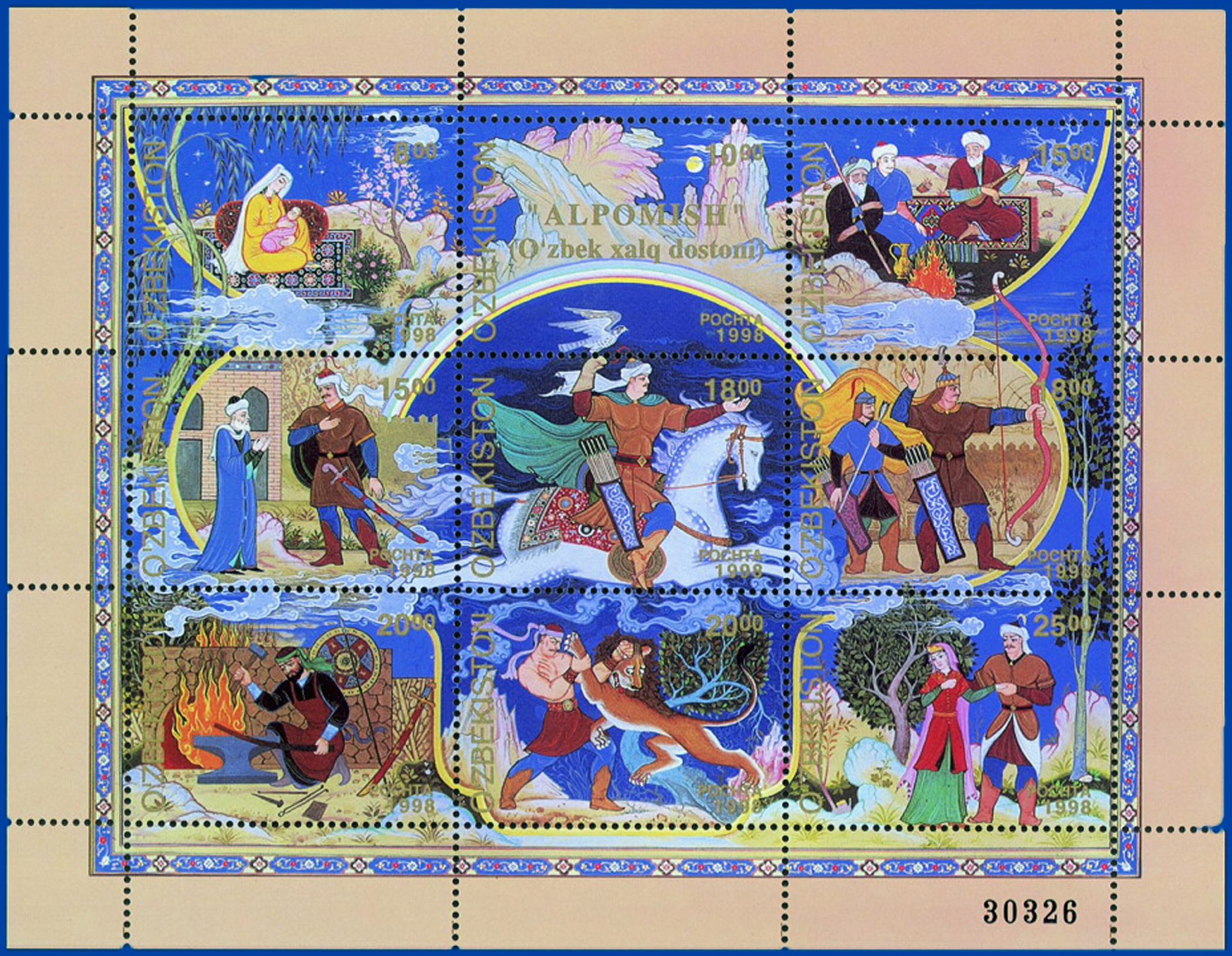
На узбекистанской почтовой марке
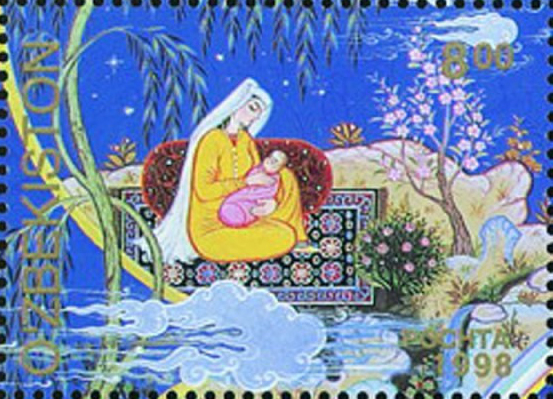
На узбекистанской почтовой марке
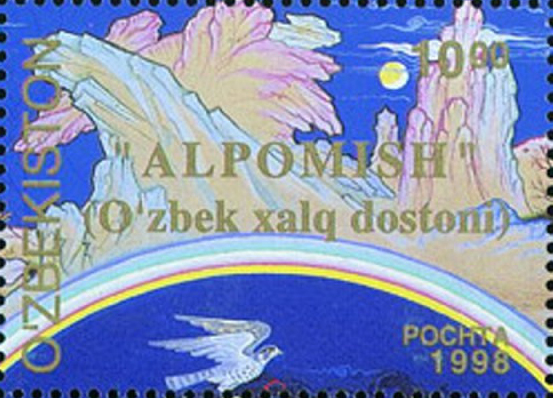
На узбекистанской почтовой марке
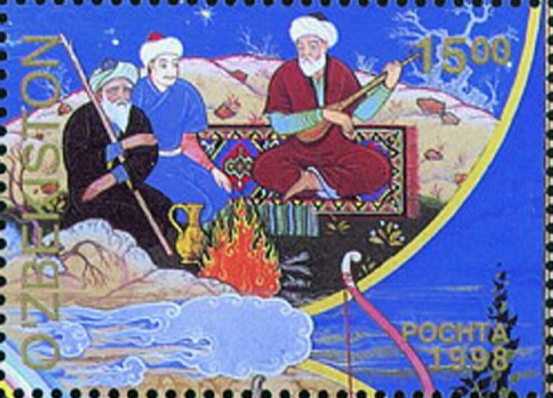
На узбекистанской почтовой марке
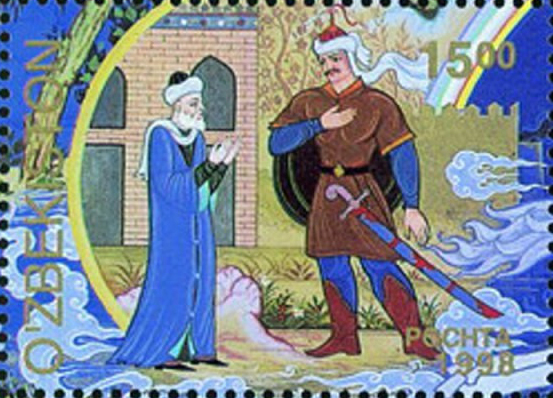
На узбекистанской почтовой марке
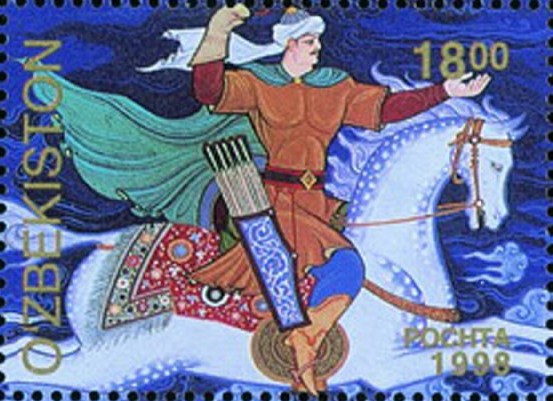
На узбекистанской почтовой марке
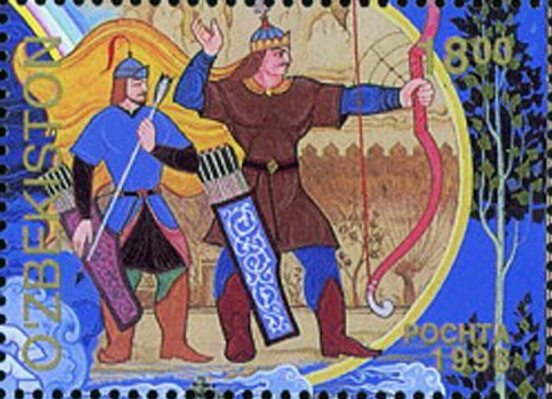
На узбекистанской почтовой марке
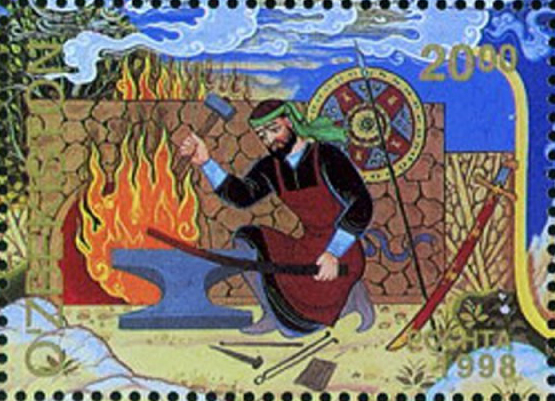
На узбекистанской почтовой марке
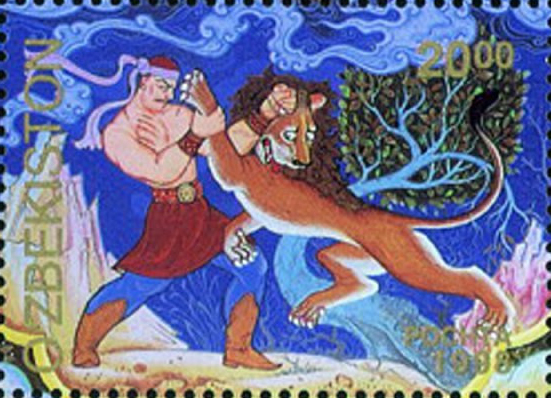
На узбекистанской почтовой марке
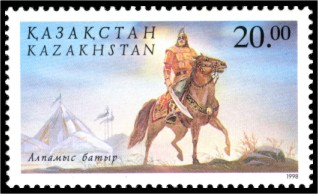
На казахстанской почтовой марке